# Jordi Jové i Viñes
Jordi Jové i Viñes (Seròs, 1961) és un pintor català. Llicenciat en belles arts per la Universitat de Barcelona, és un dels exponents més significatius de la nova fornada d'artistes lleidatans contemporanis.
L'obra pictòrica de Jové es caracteritza per la pluralitat estilística, conseqüència d'una utilització heterogènia i complexa dels materials i de la tècnica en el seu acte pictòric, sovint expressionista i marcat per l'acció directa sobre el suport.
Durant els anys 1980 Jové va ser becat diverses vegades: Diputació de Lleida (1982), Joves artistes de la Generalitat de Catalunya (1984), Beca de paisatge a Segòvia, facultat de Belles Arts de Barcelona (1985) i Diputació de Lleida (1992).
La seva obra es consolidà a partir de 1987, quan Jové inicià l'experimentació artística tot incorporant incrustacions d'elements descontextualitzats a les seves obres, que prenen un caràcter objectual. Aquesta faceta s'accentuà durant els anys 90, quan l'artistà tornà a interessar-se pel procés pictòric.
L'any 1996 presenta la sèrie Pintures, on l'artista aprofundeix en els vincles amb la pintura investigant en la seva pròpia història. L'any 1998, el Museu d'Art Jaume Morera incorporà deu olis de Jové a la seva col·lecció, tots ells realitzats l'any 1996 a Barcelona.

## Premis i reconeixements
- 1982: 1r. Premi de Pintura al Certament Nacional d'Arts Plàstiques[2]
- 1982: Accèssit Pas-Art de Saragossa[2]

## Exposicions
Entre les seves exposicions individuals hi destaquen:
- Victory II (Centre de lectura de Reus, Reus, 1988)
- Novembre II (Ateneu l'Artesà de Gràcia, Barcelona, 1988)
- Acció Moral en record d'Ives Klein (IEI, Lleida, 1988)
- Galeria Sebastià Petit (Lleida, 1992)
- Experiència Pictòrica (Sala d'exposicions de l'Ajuntament de Mataró, 1995)
- Pintures (Sala d'Exposicions El Roser, Lleida, 1996)
- Sala d'Exposicions Fundació La caixa, Lleida, 1999).

Quant a les col·lectives hi destaquen:
- A sangre fria (juntament amb Albert Bayona, Sebastià Petit, Lleida, 1989)
- Testimoni d'una generació d'artistes plàstics (Centre de Developpement Cultural de Foix i l'Ariège (Foix, França, 1990)
- Galeria Ferma (Fundació La Caixa, Lleida 1991)
- Trama-Drama (Casal de Joventut Republicana, Lleida, 1992)
- Coma Estadella (Sebastià Petit, Lleida, 1992); Art Frankfurt (Galeria Sebastià Petit, Lleida, Frankfurt, 1993)
- Paisatges il·luminats (Juntament amb A. Bayona i G. Iglesias, Centre Cultural de La Caixa, Lleida, 1996)
- L'Ambient d'un vestíbul (Centre cultural de La Caixa, Lleida, 1996).